# Hauts de Villaroger
Hauts de Villaroger is een Frans nationaal natuurreservaat (réserve naturelle nationale) in de Alpen. Het beslaat 1062 hectare in het Vanoisemassief ten westen van de Haute Tarentaise, op het grondgebied van de gemeente Villaroger in het departement Savoie. Het kwam tot stand in 1991 als meer bosrijke aanvulling op het zuidelijk gelegen nationaal park Vanoise dat in 1963 werd gesticht.
Hauts de Villaroger grenst aan het wintersportgebied Les Arcs. Off-piste skiën is er verboden, behalve onder begeleiding van een gids of na het volgen van een opleiding, en enkel langs een van twee afdalingen.

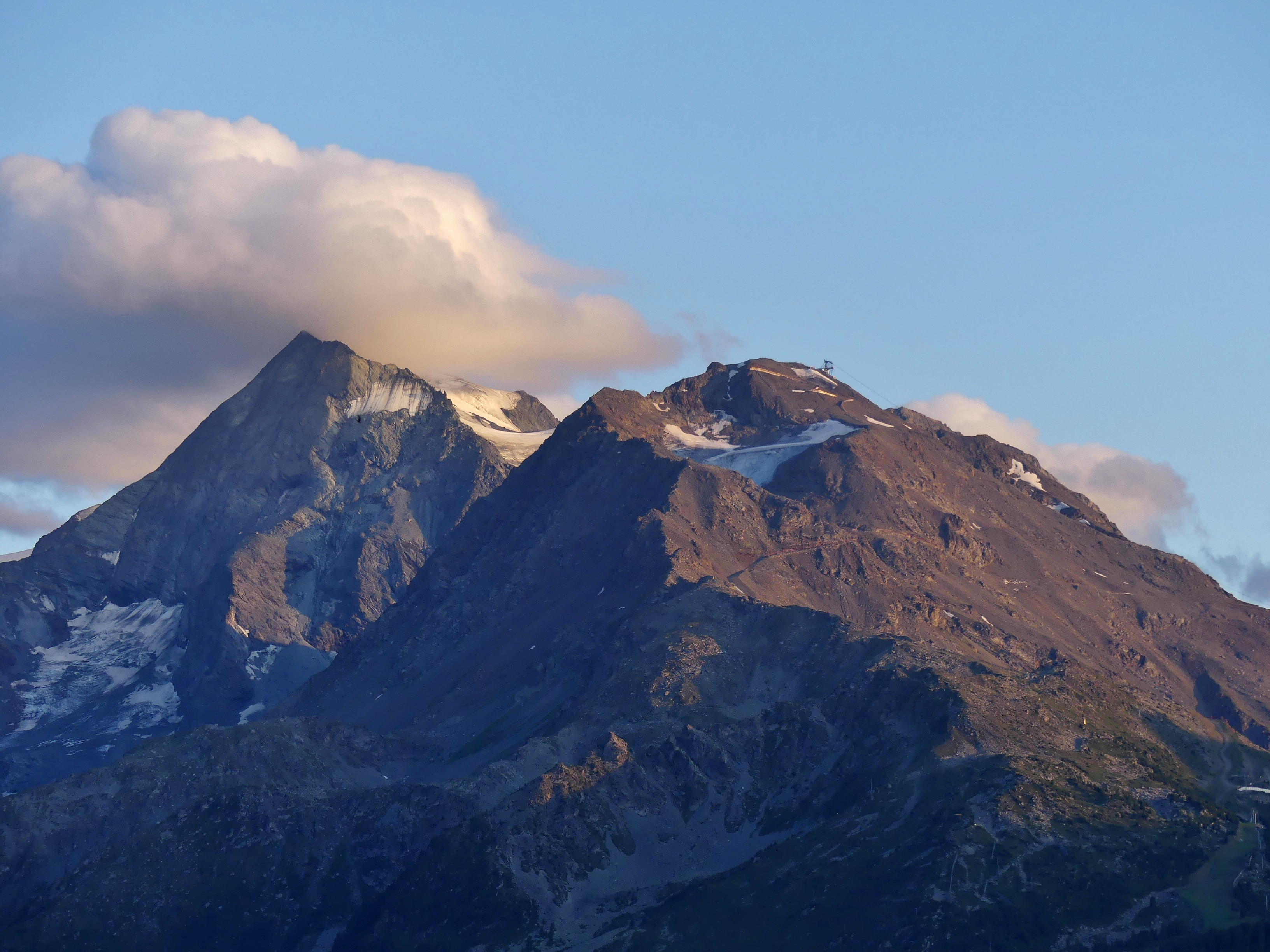
Het natuurreservaat beschermt onder meer de schaduwrijke oostflank van de Aiguille Rouge (midden).